# Radiobiologie
Radiobiologie is het interdisciplinaire gebied van wetenschap dat de biologische gevolgen van ioniserende en niet-ioniserende straling van het hele elektromagnetische spectrum, met inbegrip van radioactiviteit, röntgenstraling, ultraviolette straling, zichtbaar licht, microgolven en radiogolven bestudeert. Dat kan straling met een lage frequentie zijn, straling als gevolg van wisselstroom, maar ook ultrageluid en warmtestraling. Het vakgebied werd door Louis Harold Gray begonnen.